# Onthophagus biexcavatus
Onthophagus biexcavatus är en skalbaggsart som beskrevs av D'orbigny 1898. Onthophagus biexcavatus ingår i släktet Onthophagus och familjen bladhorningar. Inga underarter finns listade i Catalogue of Life.